# 五郎
五郎（ごろう）は、ジャストシステムが開発、販売していたRDBMSの名称。最終バージョンはJustsystem Office 9、Office 10 Proにバンドルされた「五郎9」である。

## 概要
MS-DOS時代にバージョン1の開発販売が行われ、その後Microsoft Windows対応ソフトとしてバージョンアップされた。
ジャストシステムが一太郎などの基幹プラットフォーム戦略としてDOS時代にジャストウィンドウを採用したことにより、対応ソフトウェアの拡充の必要性から最初のバージョンが開発された。またWindows時代にはオフィススイートの構成アプリケーションのひとつとして開発された。DOS時代は管理工学研究所の桐、Windows時代ではマイクロソフトのAccess対抗製品とされたが、それぞれのソフトからシェアを奪うには至らず、また現在新バージョンのリリースが行われていないため、十分に認知されているとはいえない製品である。
五郎8はオフィススイートに同梱されると共に単体発売されたが、五郎9はオフィススイートへの同梱のみとなる。五郎8にはJustbuilder for applicationとして独自のカスタマイズ機能とともに、「五郎8エクステンションキット」として、三つのツール（ODBC接続ドライバ、Oracle接続ドライバ、五郎Ver.1 ファイルコンバータ）が提供された。Oracle接続ドライバはOracleへのネイティブ接続（OCI利用）が可能なため、Oracleのフロントエンドとしての利用も期待されプロモーションも行われたが、期待されたほどには利用されなかった。五郎9は「五郎8エクステンションキット」相当のツールを同梱している。

## 製品ラインアップ
- 五郎Ver.1
- 五郎8
- 五郎8/R.2
- 五郎9（Justsystem Office9、 Office10 Proに同梱）

製品バージョンがとびとびになっているのは、Ver.1はジャストシステムの基幹ソフトウェア一太郎とバージョンを合わせていなかったが、五郎8・五郎9はその時期のWindows版の一太郎にバージョン番号をあわせたためである。Office10 Pro向けには新規開発が行われなかったため、バージョンが一つ古い五郎9が同梱された。